# リヴィエラ (ホテル)
リヴィエラ（Riviera Hotel & Casino）は、アメリカ合衆国ネバダ州ラスベガスにあったカジノホテルである。口語ではザ・リヴ（the Riv）の呼び名で親しまれた。
2015年5月4日をもって閉鎖され、同ホテルの24階建てモナコタワーが2016年6月14日午前2時に爆破解体された。